# 쿠바바

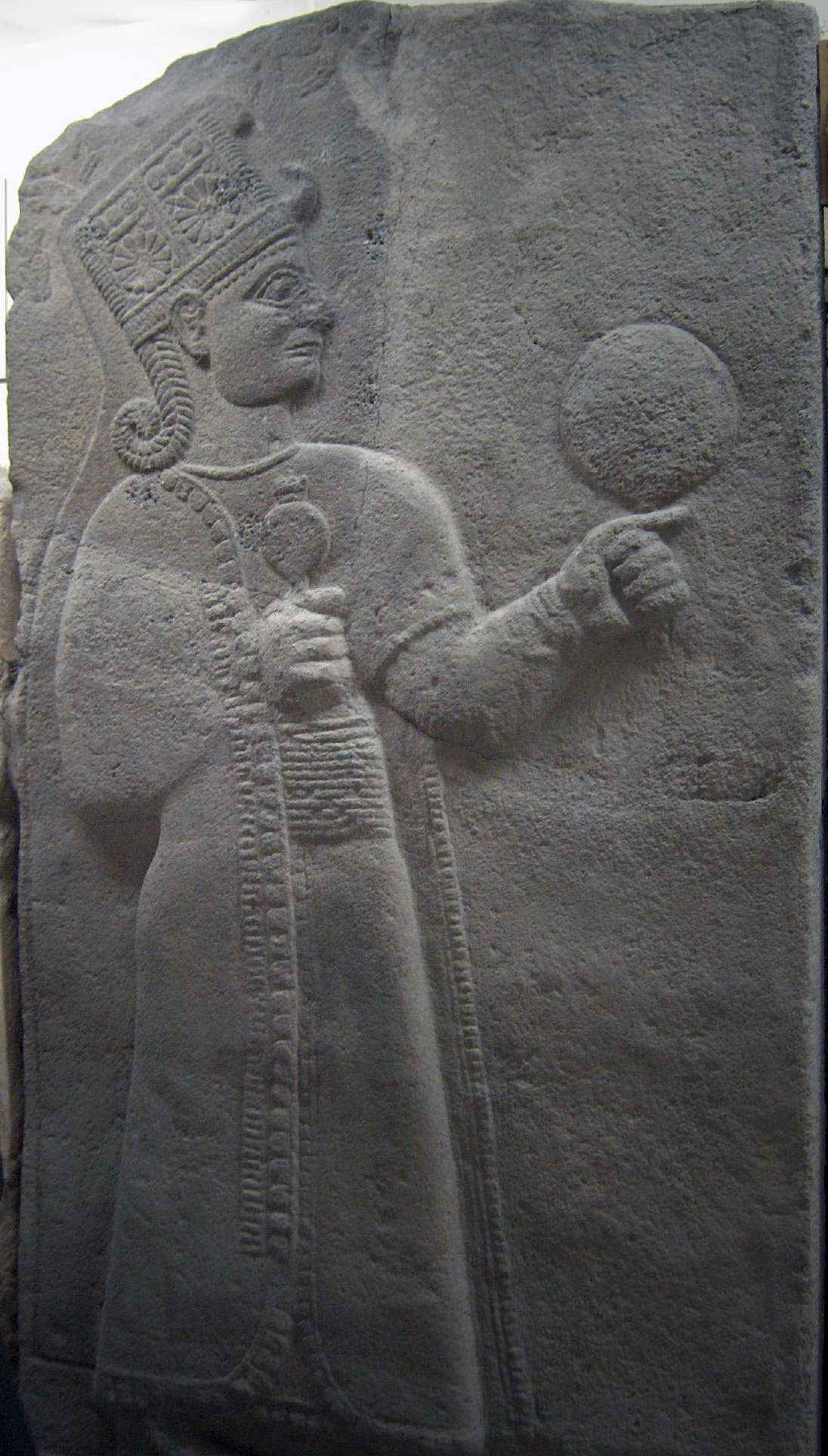
쿠바바

쿠바바 (쿡-바우)는 수메르 왕목록에서 유일한 여왕이다. 그녀는 초기왕조 III에 치세(ca. 2500-2330 BC)하였다. 그리고 100년간 지배하였다. 우르 제2 왕조의 엔샤칸샤아나의 지배를 전복하기전에 왕이되었으며 왕목록은 그녀가 선술집 주인이였다고 한다.
쿠바바의 집은 악샥의 왕 푸주르-니라의 치세에 언급되었다. 쿠바바는 어부에게 빵을 주었고 물을 주었다. 그녀는 물고기를 에사길라에 팔아보게 하였다. 그녀의 치세는 평화와 번영이 있었다. 그녀를 존경하는 사원은 메소포타미아 전역으로 퍼져갔다.